# Goudkust (gebied)

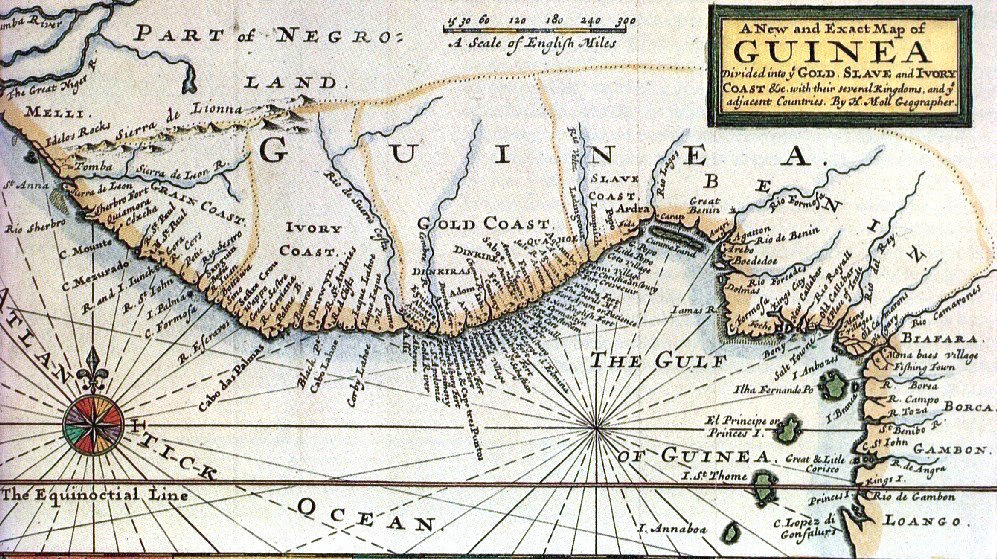
de locatie van de Goudkust (Gold Coast)

De Goudkust is het kustgebied van het huidige Ghana, aan de Baai van Benin, waar vroeger veel Europese forten zijn gebouwd om slaven weg te voeren. Ook de West-Indische Compagnie (WIC) heeft vele forten weten te veroveren. De belangrijkste forten waren in Elmina en Accra. Andere landen die forten verworven hadden waren: Frankrijk, Denemarken, Zweden, Verenigd Koninkrijk en Brandenburg. De Goudkust lag ten oosten van de Ivoorkust en ten westen van de Slavenkust.

## Geschiedenis
De eerste Europeanen die het gebied bezochten, waren de Portugezen in 1471. De ontdekkingsreizigers João de Santarém, Pedro Escobar, Lopo Gonçalves, Fernão do Pó en Pedro de Sintra verkenden de Golf van Guinee in opdracht van Fernão Gomes, die een handelsconcessie had gepacht van de  Portugese koning. In 1471 ontdekte men Elmina (letterlijk vertaald "de mijn").
Het waren dan ook de Portugezen die er de eerste forten bouwden. Het eerste fort dat werd gebouwd was Sint George (beter bekend als Elmina Castle), in 1526. Later hebben Nederlanders, Engelsen, Zweden, Denen, Duitsers, Fransen en Koerlanders forten veroverd of zelf gebouwd. Bijna al deze forten werden gebruikt om slaven uit de binnenlanden te halen en naar Amerika te voeren om het zware werk te doen.

## Nederlandse forten
In 1637 veroverde Johan Maurits van Nassau-Siegen het fort (São Jorge d') Elmina op de Portugezen. Dit ging echter niet zonder slag of stoot, er waren drie pogingen aan voorafgegaan tot de Portugezen het uiteindelijk opgaven. De komende eeuwen zou dit fort een van de centra van de slavenhandel van de West-Indische Compagnie vormen. Naast Elmina bezaten de Nederlanders nog een aantal andere factorijen aan de Goudkust. Dit gebied moet niet verward worden met de Slavenkust waar de WIC ook enkele forten en factorijen had.
De forten die in Nederlandse handen zijn geweest:
- Fort Amsterdam
- Fort Apollonia
- Fort Batenstein
- Cape Coast Castle
- Carolusburg
- Christiansborg
- Coenraadsburg
- Crevecoeur
- Fort Dorothea
- Elise Cartago
- Fort English
- Goede Hoop
- Hollandia
- Fort Keta
- Fort bij Kpone
- Fort Leydsaamneyd
- Fort Metalen Kruis
- Munfort
- Fort Nassau
- Fort Oranje
- Ruychaver
- Santo Antonio de Axim
- Fort Sint George/Sao Jorge da Mina (Elmina hoofdfort)
- San Sebastian
- Vredenburg
- Fort Witsen

De WIC veroverde en bouwde een groot aantal forten langs de Goudkust. Zij gebruikte die om met de bevolking te handelen in inheemse producten, maar vooral ook om slaven uit het binnenland te halen die ze naar de slavenmarkt op Curaçao vervoerden. Daar werden ze gekocht door handelaren, die ze onder andere in Suriname weer aan plantagebeheerders verkochten.
Bij het Sumatra Verdrag van 6 april 1871 werden de Nederlandse factorijen aan de Goudkust voor 47.000 gulden verkocht aan de Britten. In ruil hiervoor kreeg Nederland de verzekering dat de Britten niet zouden ingrijpen in de pogingen om Atjeh in het noorden van Sumatra te veroveren.

## Deense Forten
Deze forten zijn gesticht door de Deense West-Indische en Guineese Compagnie vanaf 1658 tot 1776. De eerste bestuurders waren Hendrik Carloff en Isaac Coymans. De Deense forten waren:
- Fredriksborg, van: maart 1734 - 1850.
- Christiansborg, van: april 1658 - 1659, 1661 - 1680, 1683 - 1693 en 1694 - 1850.
- Prinsensten, van: 1780 - 1850.
- Augustaborg, van: maart 1787 - 1850.
- Friedensborg, van: 1659 - 1685.
- Kongensten, van: 1784 - 1850.
- Carlsborg, van: 1658 - 1659 en 1663 - 1664.
- Cong, van: 1659 - 1661.

Net als Nederland verkocht ook Denemarken zijn forten aan het Verenigd Koninkrijk en werd het een onderdeel van de Britse Goudkust. Dit deden ze in 1850 voor 10.000 pond sterling.

## Portugese Forten
Portugal was het land dat de Goudkust had ontdekt en als eerste forten had gebouwd. De forten van Portugal waren:
- Fort São Jorge da Mina/Sint George (Elmina), van: 21 januari 1482 - 9 augustus 1637
- Fort de Santo Antonio de Axim, van: 1486 - Februari 1642
- Fort São Francisco Xavier, van: 1640 - 1642
- Fort São Sebastião, van: 1526 - 1637

Op 29 augustus 1642 werd de kolonie officieel opgeheven en aan Nederland overgedragen, die het bij hun eigen forten voegden.

## Zweedse Forten
Forten van Zweden waren:
- Carolusborg, van: 1650 - 1658, 1660 - 1663.
- Fort Apollonia, van: 1655 - 1657.
- Christiansborg, van: 1652 - 1658 (dit werd de hoofdplaats).
- Fort Batenstein, van: 1650 - 1656.
- Fort Witsen, van: 1653 - 1658.

Bestuurders waren:
- Directeur Hendrik Carloff, 22 april 1650 - 1656.
- Gouverneur J. Philippus von Krusenstierna, 1656 - February 1658.
- Commandeur Tonnies Voss, 16 - 20 april 1663.

De overgebleven forten van Zweden (Chistiensborg en Carlsborg) werden in 1658 veroverd door Carloff; de andere forten waren al verloren aan Nederland.

## Brandenburgse forten
In mei 1682 werd de Brandenburgse Afrikaanse Compagnie (Kurfurstliche Afrikanisch-Brandenburgische Compagnie) opgericht. Met het doel handel te realiseren aan de Goudkust. Toen Pruisen tot koninkrijk werd verheven werden de forten overgedragen en werden ze door Pruisen bestuurd. De naam werd vanaf toen de Pruisische Goudkust.
Brandenburgse Forten waren:
- Groß-Friedrichsburg, van: 1682 - 1701 (dit was de hoofdplaats).
- Fort Dorothea, van: april 1684 - 1687 en van: 1698 - 1701.

Gouverneurs:
- Mei 1682 - 1683: Philip Peterson Blonck
- 1683 - 1684 Nathaniel Dillinger
- 1684 - 1686 Karl Konstantin von Schnitter
- 1686 - 1691 Johann Niemann

## Pruisische Goudkust
De Pruisische Goudkust ontstond door het overnemen van de Brandenburgse bezittingen, daarnaast stichtte Pruisen zelf nog enkele factorijen. In 1717 werd - nadat de factorijen al opgeheven waren - ook als laatste fort Groß-Friedrichsburg veroverd door Nederland die het hernoemde in Fort Hollandia. In 1721 kocht Nederland officieel de rechten op de kolonie.
Pruisische bezittingen waren:
- Het fort:
  - Groß-Friedrichsburg, van: 1701 - 1717 (dit werd de hoofdplaats).
- En de factorijen:
  - Accada.
  - Sophie-Louise.

Gouverneurs:
- 1701 - 1704 Adriaan Grobbe
- 1704 - 1706 Johann Münz
- 1706 - 1709 Heinrich Lamy
- 1709 - 1710 Frans de Lange
- 1710 - 1716 Nicholas Dubois
- 1716 - 1717 Anton Günther van der Menden